# Lò cao
Lò cao là một loại lò trong kĩ thuật luyện kim, lò cao được sử dụng để nung chảy quặng thành kim loại (phổ biến là luyện gang từ quặng sắt và các nguyên liệu khác).
Trong quá trình luyện kim loại bằng lò cao quặng kim loại, vật liệu đốt và đá vôi được đưa vào lò từ phía trên còn không khí (có thể được làm giàu oxy) được thổi vào từ bên dưới. Phản ứng hóa học xảy ra trong suốt quá trình vật liệu đi từ trên xuống dưới. Sản phẩm kim loại nóng chảy cùng xỉ lò được lấy ra ở bên dưới, khí lò thoát ra ở bên trên. Quá trình quặng và đá vôi đi xuống ngược chiều với luồng khí giàu CO đi lên gọi là quá trình trao đổi ngược dòng.
Loại lò luyện kim hoạt động theo nguyên tắc này cơ bản đều có thể sử dụng để luyện đa số các kim loại như thiếc, chì. Nhưng thuật ngữ lò cao được dùng riêng cho hoạt động nung quặng sắt thành gang mẻ, vật liệu trung gian cho việc sản xuất gang thành phẩm và thép.

## Lịch sử và phát triển
Gang đúc đã được tìm thấy ở Trung Quốc có niên đại từ thế kỷ thứ 5 trước Công nguyên, nhưng dấu tích lò cao sớm nhất là thế kỷ thứ 1 sau CN. Còn ở phương Tây thì là thời Trung Cổ, trải từ vùng Namur ở Wallonia, nước Bỉ, khoảng cuối thế kỷ XV, và được đưa vào anh từ năm 1491. Khi ấy nhiên liệu được sử dụng là than củi. Sau này than cốc được dùng thay cho than củi và được cho là do công lao của  Abraham Darby vào năm 1709. Hiệu suất của quy trình được cải thiện thêm bằng cách dự nhiệt cho khí cháy, là một sáng kiến của nhà phát minh người Scotland tên James Beaumont Neilson năm 1828.